# Godtfred Kirk Christiansen
Godtfred Kirk Christiansen (Billund, 8 juli 1920 - aldaar, 13 juli 1995) was de zoon van Ole Kirk Christiansen, de oprichter van de LEGO Group. In 1950 werd Godtfred Junior Vice President van het bedrijf van zijn vader. In 1956 werd hij benoemd tot Managing Director. Toen zijn vader in 1958 overleed, erfde Godtfred de LEGO Group. Dat was op het moment dat het hedendaagse Legosteentje werd ontwikkeld. Christiansen is tevens de bedenker van Legoland.
Zijn zoon Kjeld Kirk Kristiansen werd in 1979 president en Chief Executive Officer van de LEGO Group.